# Natural Bridge (Virginia)

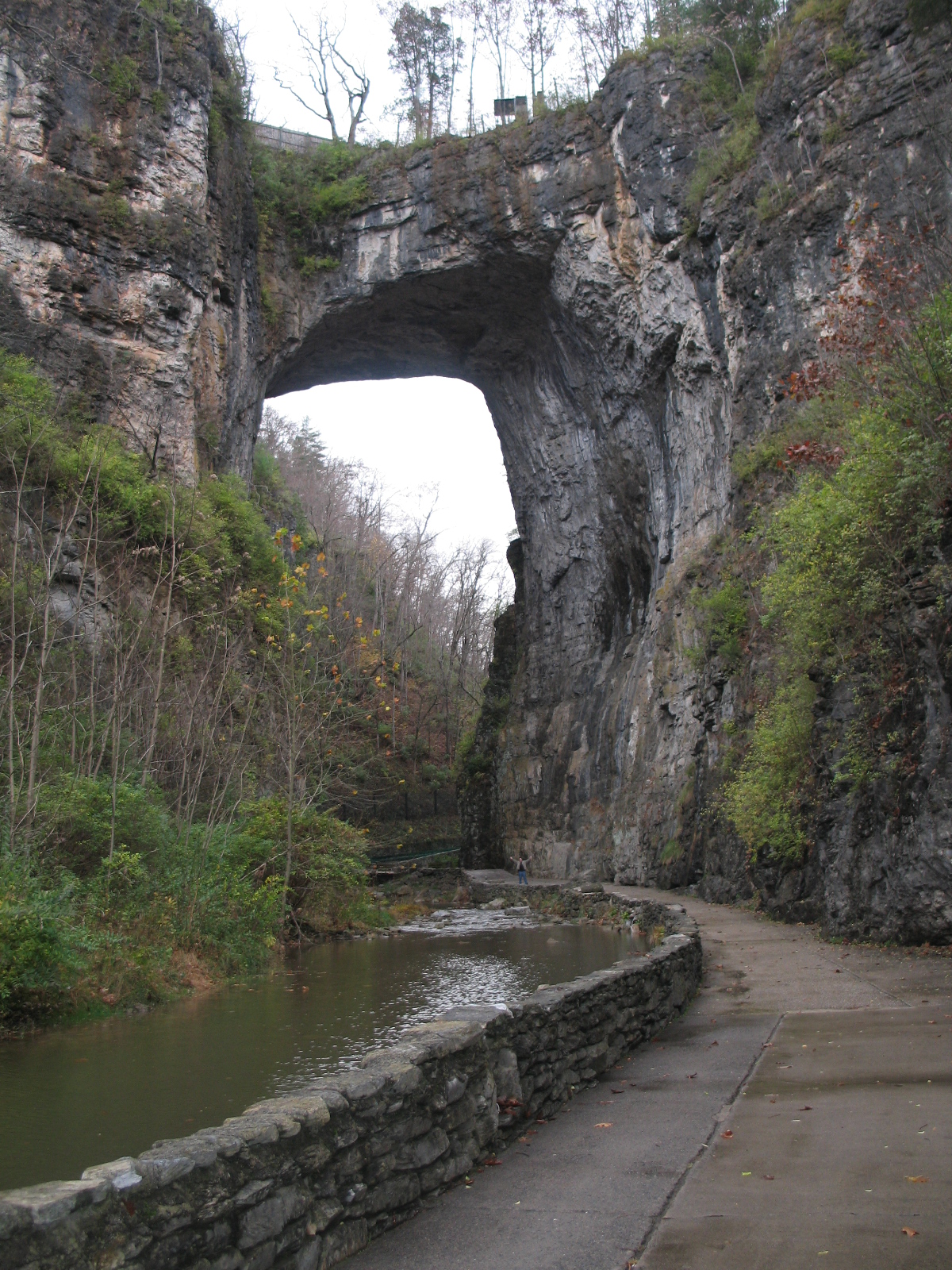
Natural Bridge, Virginia.

Il Natural Bridge, situato nella Contea di Rockbridge, in Virginia negli Stati Uniti è una formazione geologica in cui il Cedar Creek (un piccolo affluente del fiume James) ha scavato una gola nel terreno calcareo, formando così un arco naturale di 66 m di altezza. Si compone di strati di calcare orizzontali ed è ciò che rimane del tetto di una grotta o di un tunnel attraverso il quale scorreva il torrente. Il Natural Bridge è stato designato un Virginia Historic Landmark e un National Historic Landmark.

## Storia
Il Natural Bridge era un luogo sacro della tribù Monecan, che credeva fosse il luogo di una grande vittoria secoli prima dell'arrivo dei bianchi in Virginia.
Nel marzo del 1742, un pioniere di nome John Howard - insieme a suo figlio ed altri - è stato commissionato dal Governatore Gooch per esplorare il sud-ovest della Virginia fino al Mississippi River. Gli uomini hanno seguito il Cedar Creek attraverso il ponte naturale ed infine hanno seguito su delle barche il percorso dei fiumi New, Coal, Kanawha e Ohio fino al Mississippi.

Il Natural Bridge dipinto da Frederic Edwin Church, 1852

Alcuni credono che George Washington abbia visitato il sito nel 1750 come giovane geometra per conto di Thomas Fairfax, 6° Lord Fairfax di Cameron. Come prova del fatto, alcune guide turistiche sostengono che le iniziali "GW" sul muro del ponte furono scolpite dal futuro presidente. La leggenda dice che George Washington abbia gettato una pietra sul fondo del Cedar Creek dal ponte. Nel 1927, fu trovata una grossa pietra, con inciso  "GW" e recante la croce di un geometra, che gli storici hanno accettato come prova che egli abbia effettivamente esaminato il ponte.
Thomas Jefferson acquistò 635.000 m² di terreno, tra cui il ponte naturale, da Re Giorgio III del Regno Unito per 20 scellini nel 1774. La definì "la più sublime delle opere della natura". Jefferson costruì una casetta di due stanze, con una stanza riservata agli ospiti, come suo rifugio. Molti ospiti illustri sono stati qui, tra cui John Marshall, James Monroe, Henry Clay, Sam Houston e Martin Van Buren.

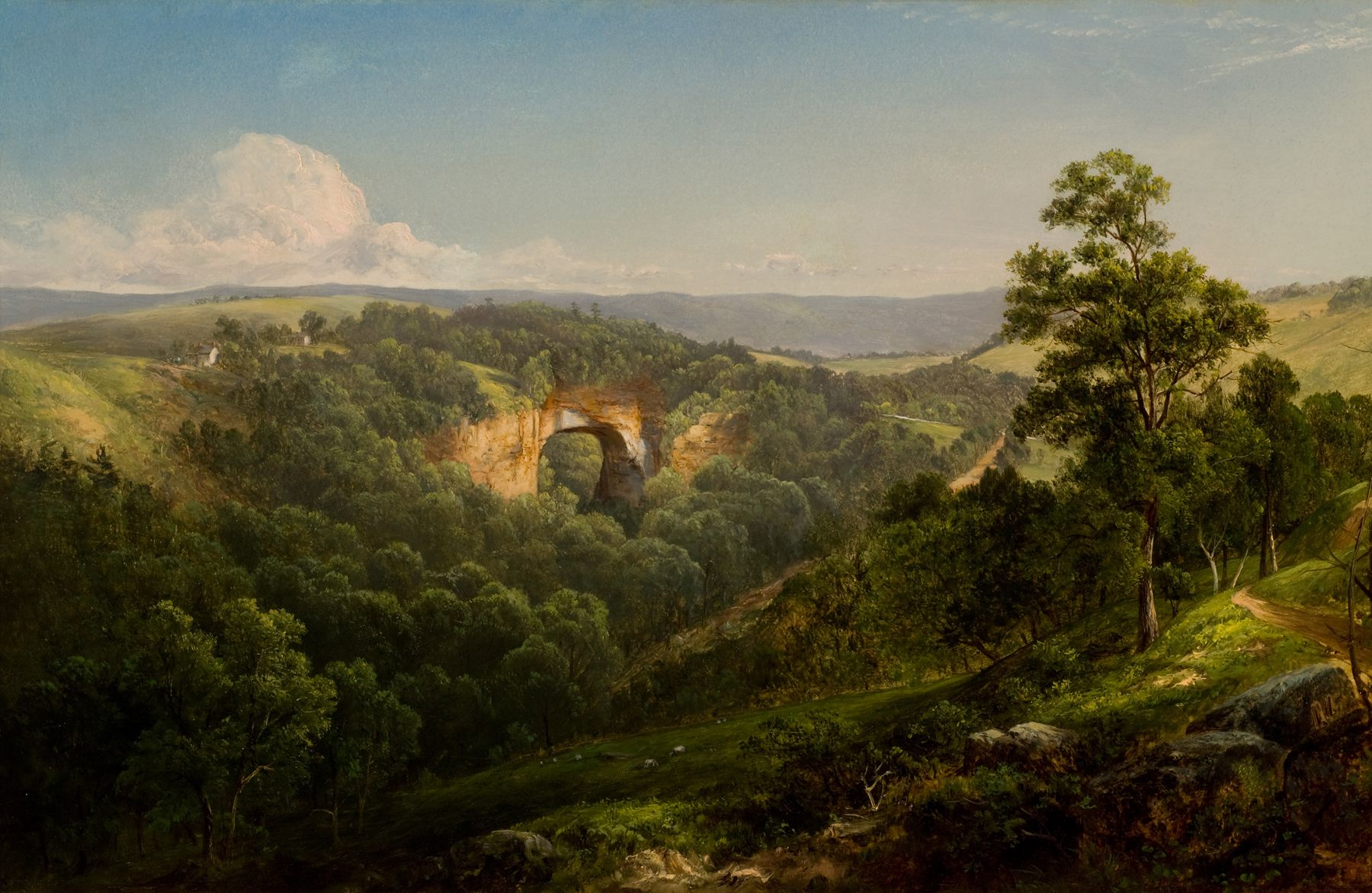
Il Natural Bridge dipinto da David Johnson, 1860

Il Natural Bridge fu una delle attrazioni turistiche del nuovo mondo che gli europei visitarono nel corso dei secoli 18° e 19°. Ospiti da tutti il mondo hanno effettuato gite di un giorno dal Natural Bridge a cavallo o su carrozze trainate da cavalli per esplorare la campagna. Nel 1833, un nuovo proprietario ha costruito il Forest Inn per accogliere il crescente numero di persone. Il ponte ebbe una notevole notorietà nel corso del XIX secolo. Herman Melville alludeva al ponte nel descrivere Moby Dick; William Cullen Bryant, un'altra figura letteraria americana, disse che il Natural Bridge e le Cascate del Niagara sono state le due più notevoli caratteristiche del Nord America. Durante il 1880, il Natural Bridge divenne un resort a conduzione del colonnello Henry Parsons, che possedeva anche il vicino Rockbridge Inn.
Nel 1927, fu progettata da Samuel Hibben e Fineas V. Stephens l'illuminazione notturna dell'arco e della gola. Il display fu formalmente attivato dal presidente Calvin Coolidge in una cerimonia inaugurale.
Il 12 maggio 2014, il Governatore Terry McAuliffe ha accettato ufficialmente l'atto di ponte naturale, trasferendo la proprietà al Commonwealth della Virginia. Sono attualmente in atto i piani per designare il sito come un parco nazionale entro i prossimi anni.

## Presente
Oggi, per ammirare il ponte dal basso, deve essere acquistato un biglietto del costo di $18 per gli adulti, $10 per i giovani dai 7-17 anni e per i bambini al di sotto dei 6 anni sono gratuiti.
Continuando a seguire il percorso sotto il ponte, oltre a vedere il suo lato meno fotografato, i visitatori possono ammirare anche la "Lace Falls", il resto della cascata che ha contribuito a formare il ponte. Il "Saltpeter Cave" è situato lungo la Cedar Creek Trail.
Natural Bridge è anche il nome della città in cui si trova il ponte.